# هاري هندرسون (لاعب كرة قدم أسترالية)
هاري هندرسون (بالإنجليزية: Harry Henderson)‏ هو لاعب كرة قدم أسترالية أسترالي، ولد في 2 يوليو 1880 في ريتشموند ‏ في أستراليا، وتوفي في 21 أغسطس 1964 في فيتزوري ‏ في أستراليا.

## وصلات خارجية
- هاري هندرسون على موقع AustralianFootball.com (الإنجليزية)
- هاري هندرسون على موقع AFLtables.com (الإنجليزية)